# Wieża Saint Jacques w Paryżu
Wieża Saint Jacques le Majeur (św. Jakuba Starszego) w Paryżu – wieża kościelna z dzwonnicą, ostatni zachowany fragment gotyckiego kościoła Św. Jakuba, na prawym brzegu Sekwany, w 4. okręgu paryskim.

## Historia
Kościół Saint-Jacques został wzniesiony w X wieku przy drodze należącej do znanego szlaku pielgrzymkowego św. Jakuba, wiodącego do Santiago de Compostela. Zasadniczą przebudowę przeszedł na początku XV wieku. Została ona sfinansowana przez cech rzeźników, którzy zamieszkiwali najbliższą okolicę. Od tej pory obiekt funkcjonował w opinii publicznej jako Saint-Jacques de la Boucherie – św. Jakub od rzeźników. Znanym dobroczyńcą kościoła był także Nicolas Flamel, który został pochowany pod jego podłogą, jednak grób nie zachował się do naszych czasów.
W XVI wieku do kościoła została dobudowana dzwonnica, która jako jedyna zachowała się do naszych czasów. Reszta kościoła została w czasie Wielkiej Rewolucji Francuskiej znacjonalizowana, a następnie rozebrana. Obiekt stał porzucony, w kiepskim stanie technicznym, aż do 1836, kiedy władze Paryża sfinansowały remont budynku, by mógł stać się ozdobą pierwszego w mieście publicznego parku. Na szczycie wieży umieszczono figurę jej patrona. W epoce II Cesarstwa zmiana wysokości gruntu w najbliższym sąsiedztwie rzeki zmusiła władze do kolejnej konserwacji wieży, dobudowy postumentu i usunięcia dużej ilości gruntu w najbliższej okolicy. Na szczycie wieży zainstalowano laboratorium meteorologiczne, gdzie przeprowadzane były eksperymenty związane z badaniem ciśnienia atmosferycznego.
W 2007 władze miasta oraz państwowy konserwator zabytków podjęli decyzję o odbudowie całego kościoła. Prace nie zostały jednak jeszcze rozpoczęte.

## Architektura
Wieża jest późnogotycka, utrzymana we flandryjskim stylu gotyku płomienistego. Ma łącznie 52 metry wysokości. Jest wzniesiona na planie kwadratowym, nie posiada iglicy. Na każdej ze ścian znajdują się cztery ostrołukowe okna na dwóch poziomach, narożniki wieży udekorowane zostały płaskorzeźbami o motywach geometrycznych (ponownie ostre łuki) oraz figurami świętych, dookoła obiektu poprowadzony został również rząd blend w tym samym kształcie. Najniższy poziom wieży, z wejściem, został poważnie przebudowany; gotycki portal został usunięty. Na narożnikach najwyższej kondygnacji rynny kończą się gargulcami (po dwa na narożnik). Okna najwyższego poziomu posiadają kunsztowny maswerk.

## W literaturze
W wieży rozgrywa się akcja sztuki teatralnej Aleksandra Dumasa pt. La tour Saint-Jacques-la-boucherie z 1856.